# Ниський повіт
Див. також Ніжанський повіт (столиця — місто Нисько)
Ниський повіт (пол. powiat nyski) — один з 11 земських повітів Опольського воєводства Польщі.
Утворений 1 січня 1999 року в результаті адміністративної реформи.

## Загальні дані
Повіт знаходиться у західній частині воєводства.
Адміністративний центр — місто Ниса.
Станом на 1.01.2008 населення становить 145 017 осіб, площа 1223,88 км².

## Демографія
Демографічні дані повіту станом на 30.06.2005:
|       | Всього  | Всього | Жінки  | Жінки | Чоловіки | Чоловіки |
| ----- | ------- | ------ | ------ | ----- | -------- | -------- |
|       | осіб    | %      | осіб   | %     | осіб     | %        |
| Повіт | 146 606 | 100    | 75 417 | 51,4  | 71 189   | 48,6     |
| Міста | 78 073  | 100    | 40 863 | 52,3  | 37 210   | 47,7     |
| Села  | 68 533  | 100    | 34 554 | 50,4  | 33 979   | 49,6     |